# Чёрный лес
Чёрный лес — лесной массив в Кропивницком районе Кировоградской области Украины.
Представляет собой ясенево-дубовый лес, расположенный на водоразделе рек Ингулец и Тясмин. Общая площадь леса — 7,4 тыс. га, из них 6,9 тыс. га покрыты лесом. На территории леса расположено самое южное на Украине сфагновое болото, занимающее площадь около двух гектаров, и озеро Берестуватое.
В глубине леса, на берегу озера Берестоватого с советских времён существует небольшая правительственная дача.

## Заказник
В 1980 году на территории Чёрного леса ландшафтный заказник республиканского значения «Чернолесский». Цель создания заказника — охрана одного из крупнейших дубовых массивов в лесостепной зоне Украины.

## Флора
Основными лесообразующими породами деревьев являются дуб черешчатый, ясень обыкновенный, сопутствующие — граб обыкновенный (произрастающий тут на южной границе своего ареала), клён остролистный, клён полевой, липа мелколистная. В подлеске произрастают клён татарский, лещина, бересклет бородавчатый, бересклет европейский, свидина, гордовина. Также встречаются редкие для Украины виды растений — вязель изящный (Securigera elegans), осока парвская, реликтовый бересклет низкий (произрастает на дне балки вблизи болота), аконит Бессера (Aconitum besserianum) (эндемик Подольско-Волынской возвышенности).

## Фауна
В Чёрном лесу встречаются лисы, зайцы, косули, дикие кабаны, иволга.

## Болото Чёрный лес
На территории урочища Чёрный лес, на дне глубокой балки, расположено одноимённое болото, в центре которого расположено озеро Берестоватое.
Болото является самым южным сфагновым болотом на территории Украины. На территории болота произрастают многие виды растений, свойственные более северным районам. Происхождение болота и озера связано с накоплением талой воды в ледниковый и послеледниковый периоды. Общая площадь болота и озера — около 16 га.
Болото с 1975 года является гидрологическим памятником природы под именем «Болото Чёрный лес», с охранной площадью в 2 га. В центральной части болота встречается сплавины (плавающие острова, состоящими из сфагнума, тростника, телиптериса, ивы и других болотных растений)
.
По берегам болота произрастают ива пепельная, ольха клейкая, береза пушистая. В травостое преобладает тростник обыкновенный и телиптерис болотный. В центральной части общества встречаются ольхово-тростниково-сфагновые и сфагновые сообщества.
Также в болоте на южной границе своего ареала произрастает ряд бореальных видов — осока носиковая (Carex rostrata), пушица стройная (Eriophorum gracile), Sphagnum teres, Sphagnum squarrosum. Также встречаются росянка, мускарин и т. д.
В озере Берестоватом обитает лишь один вид рыб — земляной карась.

## История
В XVI—XVII веках Чёрный лес находился на границе Дикого поля и заселённых славянами земель. Вблизи леса проходил Чёрный шлях, использовавшийся татарами для набегов на Русское государство за пленниками и их имуществом.
В XVIII веке Чёрный лес входил в состав земель Запорожской Сечи, позже — в состав Новой Сербии.
Во времена гайдамацкого движения в Чёрном лесу находилась одна из баз гайдамаков.

Несколько позже, в начале XVIII века на карте «Русских трактов» А. Русова находим в Александрийском уезде только один «Чёрный Шлях», связывавшийся с Бакаевым шляхом (шедшим с вершин р. Оки) и проходивший к Очакову. Эта дорога, перейдя р. Тясмин у Чигирина, захватывала северо-западный угол Александрийскаго уезда, шла мимо Чернаго леса и переходила в Елисаветградский уезд чрез Ингул, по всей вероятности, у Ингульской Каменки.— «Материалы для оценки земель Херсонской губернии.»
На 1903 год Чёрный лес — крупнейшая из трёх казённых лесных дач в Российской империи, близ села Водяного, Александрийского уезда Херсонской губернии, из которой берет начало река Ингулец.
В годы Великой Отечественной войны здесь был крупнейший в Кировоградской области центр советского партизанского движения. Среди жителей Знаменки известна героиня Лукия Ефимовна Стаченко (1879-1973), спасшая сотни жизней .

## Чернолесское городище
Неподалёку от озера Берестуватого находится городище чернолесской культуры, датируемое III веком до н. э. Городище состоит из трёх рядов валов и рвов и расположенных восточнее 265 курганов. На месте городища существовала крепость с тремя линиями оборонных валов. Поперечник её достигал 1,5 км, а длина всех валов (внешних и внутренних) — около 6 км. В то время на территории современного леса была степь.
Обнаружено при раскопках в 1949 году.